# 남양산역
남양산(범어)역(Namyangsan(Beom-eo)Station, 南梁山(凡魚)驛)은 대한민국 경상남도 양산시 동면에 있는 부산 도시철도 2호선의 도시철도역이다. 인근의 물금읍 범어리에서 따온 것이다. 동면과 물금읍의 경계에 걸쳐 있다.

## 역사
- 2008년 1월 10일 : 부산 도시철도 2호선 3단계 1구간 연장 개통과 함께 영업 개시

## 역 구조
승강장은 2면 2선식의 상대식 승강장으로 운영되며, 스크린도어가 설치되어 있다.
- 반대편횡단: 가능

### 승강장
| 부산대양산캠퍼스↑ |
| \| 상             |
| ↓양산             |

| 상행 | ● 부산 도시철도 2호선 | 부산대양산캠퍼스 · 덕천 · 서면 · 장산 방면 |
| 하행 | ● 부산 도시철도 2호선 | 양산 방면                                  |

## 역 주변
- 양산타워
- 양산소방서
- 범어우체국
- 물금고등학교
- 중앙고속도로지선 남양산 나들목
- 중앙고속도로지선 물금 나들목
- 양산신도시
- 범어리

## 승차량 변동
| 역 노선 | 승차 인원 | 승차 인원 | 승차 인원 | 승차 인원 | 승차 인원 | 승차 인원 | 승차 인원 | 승차 인원 | 주 석 |
| 역 노선 | 2008년    | 2009년    | 2010년    | 2011년    | 2012년    | 2013년    | 2014년    | 2015년    | 주 석 |
| ------- | --------- | --------- | --------- | --------- | --------- | --------- | --------- | --------- | ----- |
| 2호선   | 1334      | 2026      | 2091      | 2488      | 2652      | 2916      | 3449      | 3385      | [ 1 ] |

## 사진

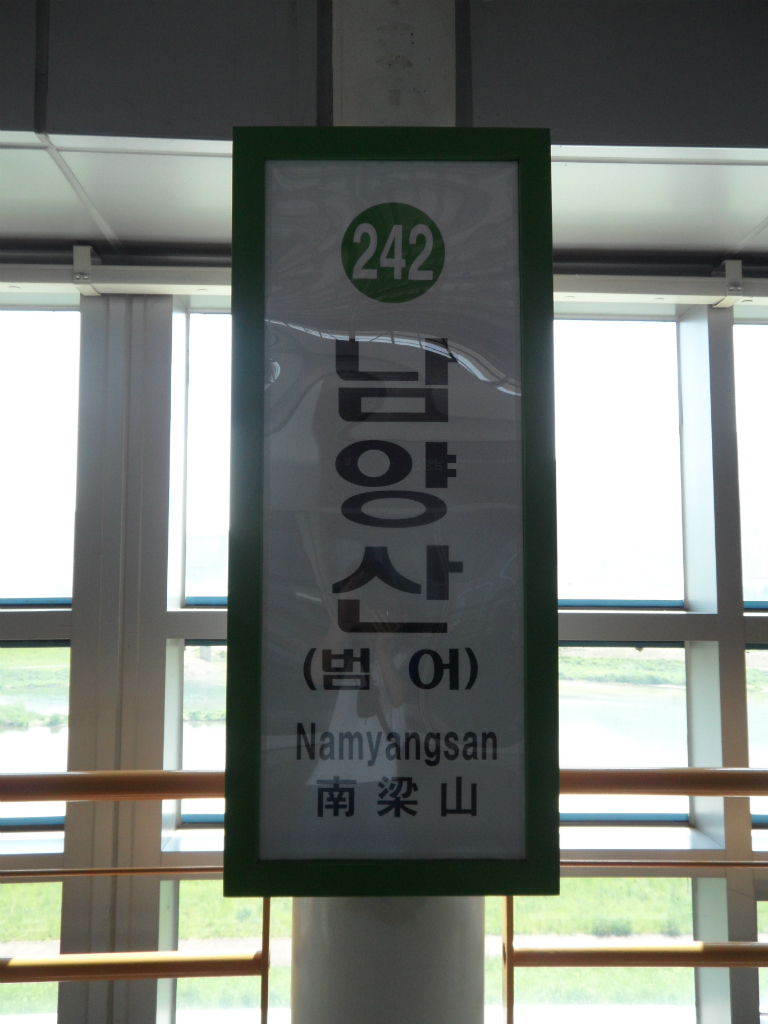
역명판 (개정 전)

## 인접한 역
| 부산 도시철도 2호선            | 부산 도시철도 2호선   | 부산 도시철도 2호선 |
| ------------------------------ | --------------------- | ------------------- |
| 241 부산대양산캠퍼스 장산 방면 | ● 부산 도시철도 2호선 | 243 양산 방면       |